# Salvia elegans
Salvia elegans, nome comum Salva-ananás, em Portugal ou Sálvia-ananás, no Brasil é um arbusto natural do México e Guatemala, que cresce em florestas de pinheiros e carvalhos, a altitudes de 2,438-3,048 m. As suas folhas cheiram a ananás.

## Descrição
Salvia elegans possui flores vermelhas tubulares com um aroma atraente para as folhas, que é semelhante ao ananás. A sua floração é desde o fim do Verão até ao final do Outono. As flores vermelhas são atraentes para os beija-flores e borboletas. É uma planta de dias curtos . A época de floração no México é  em Agosto em diante, e se não houver geadas, a sua floração pode prolongar-se até a Primavera.